# Chapelle de l'Annonciade de Monaco
La chapelle de l’Annonciade (monégasque : capela de l’Anunçiada) est un édifice religieux catholique situé dans le quartier de La Rousse, à Monaco.

## Situation et accès
L’édifice est situé entre la rue Révérend-Père-Louis-Frolla et l’avenue de l’Annonciade. Plus largement, il se trouve dans le quartier de La Rousse, à Monaco.

## Histoire

### Fondation
Des chroniqueurs datent la chapelle à 1577, Louis Canis allant même jusqu’à affirmer une date antérieure à 1500 dans son Notre Passé. Pourtant, son édification ne remonte qu’au début du XVIIIe siècle.

### Bénédictions et restauration
Une cérémonie de bénédiction a lieu le 21 mai 1877, à 7 h, sous l’office de du chanoine-archiprêtre Rumin. Deux messes sont alors dites et recueillent une affluence importante ; il est alors prévu d’y célébrer la messe tous les dimanches à partir du 27 mai,.
Après restauration, une autre cérémonie de bénédiction a lieu le 10 février 1878, à 9 h 30, sous l’office de Theuret (premier aumônier du prince), assisté de Rumin (chanoine-archiprêtre), Sorini (vicaire spécialement chargé du service religieux de la nouvelle chapelle) et Accica (secrétaire du vicaire général). L’affluence y est de nouveau nombreuse, à tel point que l’insuffisante capacité de la chapelle estimée à une centaine de personnes contraint certains fidèles de suivre le rite dehors.

### Municipalisation et restauration
Devenant propriété de la Municipalité de Monaco par legs en 1942, des travaux de restaurations y sont entrepris et la chapelle rouvre en 1980.

## Structure
À l’époque de la bénédiction de 1878, la chapelle est décrite avec un clocheton blanc et s’établit dans l’ombre d’oliviers séculaires.